# Dois Corações (álbum de José & Ana Malhoa)
Estamos Unidos Para Sempre é o quarto  extended play lançado pelos cantores portugueses José Malhoa e Ana Malhoa, lançado a 3 de dezembro de 1993. Foi certificado disco de ouro.

## Faixas
| N.º | Título | Compositor(es) | Duração |  |
| 1.  | "Merengue, Mexe Mexe" | José Malhoa    | 5:02    |  |
| 2.  | "Dois Corações (Sempre A Palpitar)" | José Malhoa    | 3:47    |  |
| 3.  | "Mamamiga" | José Malhoa    | 4:21    |  |
| 4.  | "Deixa-Me Namorar" | José Malhoa    | 3:49    |  |
| 5.  | "Cantiga Do 33" | José Malhoa    | 3:41    |  |
| 6.  | "Mix : Pai Amigo, Com A Minha Guitarra, Ele É Menino Da Mamã, Ele É Menino Da Mamã, Vou Dizer Ao Meu Pai, Aindo É Muito Cedo Para Namorar, A Nossa Lambada, O Meu Piano, Eu Nunca Vou Parar, Estamos Unidos Para Sempre" | José Malhoa    | 10:39   |  |

## Vendas e certificações
| País / Certificadora | Certificação | Vendas |
| -------------------- | ------------ | ------ |
| Portugal AFP         | Ouro         | 27.000 |